# روذمانز
روثمانز إنترناشونال (بالإنجليزية: Rothmans International)‏ هي شركة تبغ بريطانية، شملت علامتها التجارية عدة أنواع من السجائر مثل فايسروي ودانهيل، كان مقرها الدولي في هيل ستريت في لندن، وتم تشغيل عملياتها الدولية من دنهام بليس (Denham Place).
قرية دنهام في باكينجهامشير. كانت مدرجة على بورصة لندن، وكان مرة واحدة في المكونة للمؤشر فاينانشال تايمز 100 ولكن اشترتها شركة فيليب موريس الدولية في عام 1968 وشركة التبغ البريطانية الأمريكية في عام 1998.
كان أعمالها الأقوى في أوروبا، والمتخصصة في العلامات التجارية الممتازة.